# 後ろもたれ
後ろもたれ（うしろもたれ、後ろ靠れ）とは、相撲の決まり手の一つである。2001年1月場所に導入されたもの。それ以前の決まり手では寄り切りにしかならなかった（寄り切り#便宜的な扱いとしての「寄り切り」も参照）。相手が自分の背後に回り込んだ際、もたれこむように相手を土俵の外に出す、または倒す。相手に送り倒しや送り投げを決められやすいので積極的にこの決まり手を狙う力士はほとんどおらず、ほぼ流れの中で偶然発生する決まり手といってよい。

## 決まり手となった取組
令和に入ってからの関取の取組では、次の取組で「後ろもたれ」が記録されている。
- 2020年3月場所2日目　十両　○英乃海－若隆景×
- 2020年11月場所14日目　十両　○宇良－東龍×
- 2021年9月場所5日目　幕内　○英乃海－琴恵光×
- 2023年1月場所2日目　十両　○島津海－貴健斗×